# پنتافلوروبنزوئیک اسید
پنتافلوروبنزوئیک اسید(به انگلیسی: Pentafluorobenzoic acid) به صورت مخفف (PFBA) یک ترکیب آلی فلوئور دار با فرمول شیمیایی C6F5CO2H است. این ماده به صورت پودر کریستالی سفید است که در آب حلالیت بالایی دارد. مقدار pK a آن ۱٫۴۸ است که نشان می‌دهد که این ماده یک اسید قویست. 